# João Penha
João Penha de Oliveira Fortuna (Braga, 29 de Abril de 1838 – Braga, 3 de fevereiro de 1919 (80 anos)) foi um poeta, jurista e magistrado a quem é creditada a introdução do parnasianismo em Portugal.

## Biografia
Matriculou-se na Universidade de Coimbra em Teologia, passando depois para o curso de Direito, onde se formou em 1873. Juntou-se desde logo ao grupo dos estudantes boémios, tornando-se amigo de Gonçalves Crespo, Cândido de Figueiredo, Antero de Quental e Guerra Junqueiro, entre outros.
Nos anos em que viveu em Coimbra fundou e dirigiu o jornal literário "A Folha" (publicado entre 1868 e 1873) onde colaboram grandes poetas como Antero de Quental e Guerra Junqueiro. Juntamente com Gonçalves Crespo, António Feijó e Cesário Verde é considerado um dos expoentes do parnasianismo português.
Regressado a Braga, exerceu a advocacia e ocupou o cargo de juiz ordinário do Julgado da Sé. Dirigiu, entretanto, a revista literária República das Letras (1875), de que saíram três números, e colaborou na Revista de turismo iniciada em 1916.
Morreu pobre, surdo e esquecido em 1919.

## Obra poética
- Rimas (Lisboa, 1882),
- Viagem por Terra ao País dos Sonhos (Porto, 1898),
- Novas Rimas (Coimbra, 1905),
- Ecos do Passado (Porto, 1914),
- Últimas Rimas (Porto, 1919),
- Canto do Cisne (Lisboa, 1923);

## Prosa
- Por Montes e Vales (Lisboa, 1899).

## Edição crítica
- Elsa Pereira, Obras de João Penha: Edição Crítica e Estudo.Porto: CITCEM, 2015. (Livro + CD-Rom).

As obras completas de João Penha foram objeto de uma edição crítico-genética em 7 tomos, apresentada em 2013 à Faculdade de Letras da Universidade do Porto e publicada, em formato livro + CD-rom, pelo Centro de Investigação Transdisciplinar Cultura, Espaço & Memória.